# Río Taura
Río Taura är ett vattendrag i Ecuador.   Det ligger i provinsen Guayas, i den sydvästra delen av landet, 290 km sydväst om huvudstaden Quito.